# Kelsale cum Carlton
Kelsale cum Carlton är en civil parish i distriktet East Suffolk i Suffolk i England. Civil parish har 990 invånare (2011).